# Robert B. Weide
Robert B. Weide (New York, 20 giugno 1959) è un regista, sceneggiatore e produttore cinematografico statunitense.
Noto principalmente per aver prodotto e diretto molti degli episodi della serie Curb your enthusiasm  con Larry David, per la quale ha vinto 3 Premi Emmy e per aver diretto il documentario Woody  (2012) incentrato su Woody Allen. Nel 1998 il suo film Lenny Bruce: Swear to Tell the Truth  ha ricevuto una candidatura per l’Oscar al miglior documentario.

## Filmografia
- Lenny Bruce: Swear to Tell the Truth, regia di Robert B. Weide (1997)
- Star System - Se non ci sei non esisti, regia di Robert B. Weide (2008)
- Woody, regia di Robert B. Weide (2012)
- Curb your enthusiasm, produttore e sceneggiatore, anche regista per 28 episodi (2000-)